# 대한민국의 부통령
대한민국의 부통령(大韓民國의 副統領)은 대한민국 제1공화국 헌법에 규정된 대통령 다음의 직책으로, 대통령이 사고로 인하여 직무를 수행할 수 없을 때에는 대통령의 권한을 대행하는 권한을 가졌다.
1952년 제1차 개정 헌법 이후 제1공화국 헌법에서는 부통령을 참의원의 의장으로 규정하였으나, 제1공화국에서는 참의원의원 선거가 실시되지 않아 참의원이 구성되지 않았다. 제2차 개정 헌법에서는 대통령이 궐위되면 부통령이 대통령이 되고, 남은 임기를 재임하도록 규정하였다.
1960년 6월 15일 제2공화국 헌법 공포와 동시에 부통령제는 폐지되었으며, 이후 시행된 적이 없다.

## 부통령의 권한
대한민국 제1공화국의 부통령은 헌법위원회의 위원장과 탄핵재판소의 재판장(대통령과 부통령 탄핵심판의 경우에는 대법원장이 재판장)을 겸하였다. 1952년 제1차 개정 헌법(제36조제2항) 이후에는 부통령이 참의원(상원)의 의장도 겸하도록 규정하였으나, 1956년 야당 인사인 장면이 부통령에 당선되자 당시 이승만 정부의 집권당인 자유당이 국회법 개정과 참의원의원선거법 제정 요구를 묵살하여 참의원 구성을 위한 선거 자체가 실시되지 않았다.
또, 대한민국 제1공화국 헌법에서 부통령은 국무원의 구성원이 아니었기 때문에 부통령직 자체는 실질적인 권한이랄 것이 없었다.

## 부통령 선거와 임기
대한민국 제헌 헌법 제53조에 의하면 부통령은 대통령과 함께 국회에서 무기명투표로써 각각 선거한다. 재적의원 3분지 2이상의 출석과 출석의원 3분지 2이상의 찬성투표로써 당선을 결정한다. 단, 3분지 2이상의 득표자가 없는 때에는 2차투표를 행한다. 2차투표에도 3분지 2이상의 득표자가 없는 때에는 최고득표자 2인에 대하여 결선투표를 행하여 다수득표자를 당선자로 정하였다.
1952년 7월 7일 개정된 2차 헌법 제53조에 의해 부통령 역시 대통령과 마찬가지로 국민이 직접 선출할 수 있게 되었다. 제헌헌법 제55조과 2차 헌법 제55조에 부통령의 임기는 4년으로 규정하고 다만 재선에 의하여 1차 중임할 수 있었다.

## 대통령의 권한대행과 승계

### 대통령 궐위시
부통령은 대통령이 사고로 인하여 직무를 수행할 수 없을 때에 대통령의 권한을 대행하는 권한을 갖는다. 제2차 개정 헌법 제55조제2항에서는 대통령이 궐위된 때에는 부통령이 대통령이 되고, 남은 임기를 재임하도록 규정하였다.

### 부통령 궐위시
제1공화국 헌법은 제56조에 의하면 부통령이 궐위된 때에는 즉시 그 후임자를 선거하도록 규정하였다. 다만 대통령이 궐위된 경우 부통령, 국무위원 등이 대통령 권한대행이 되는 것과 달리 부통령은 궐위 시에도 권한대행이 없었다.
대한민국의 부통령을 지낸 네 명의 인물 중 세 명은 임기를 다 채우지 못하고 사퇴하였는데, 헌법 및 관련 법률에 정부통령의 사퇴에 대한 규정이 없어 세 번 모두 논란이 일었다. 초대 이시영 부통령과 제2대 김성수 부통령의 경우 당시 국회에 부통령 선출권이 있었으므로 부통령의 사퇴 또한 국회에 결정권이 있다는 전문가들의 해석에 따라 국회에서 가부 투표를 해 사퇴를 수리하였다. 그러나 장면 부통령은 국회에 의해 선출된 것이 아니라 국민의 직접 선거로 선출된 것이었으므로 그 사퇴 수리의 방식을 놓고 또다시 논란이 일었는데, 당시에도 부통령 당선 선포권은 국회에 있었으므로 부통령의 사퇴 또한 국회에서 선포해야 효력이 발생한다는 논리를 따라 국회에서 사퇴 선포를 함으로써 사퇴를 수리하였다.

## 부통령의 지위
제헌 헌법 81조에 의하면 부통령을 헌법위원회의 위원장으로 하고 대법관 5인과 국회의원 5인의 위원으로 구성하였다.
제헌 헌법 제53조에 의하면 부통령은 국무총리 또는 국회의원을 겸하지 못한다.
제2호 헌법 제36조에 부통령은 참의원의 의장을 겸직할 수 있었다. 2차 헌법 제36조에는 민의원은 의장 1인, 부의장 2인을 선거한다고 규정하고, 참의원은 부통령을 의장으로 하고 부의장 2인을 선거한다고 하였다.
제2호 헌법 제47조에는 부통령이 탄핵재판소의 소장을 겸직한다고 규정하였다. 47조에 의하면 탄핵사건을 심판하기 위하여 법률로써 탄핵재판소를 설치한다. 탄핵재판소는 부통령이 재판장의 직무를 행하고 대법관5인과 참의원의원 5인이 심판관이 된다. 단, 대통령과 부통령을 심판할 때에는 대법원장이 재판장의 직무를 행한다고 하였다.
제2호 헌법 제81조에는 부통령은 헌법위원회 위원장을 겸직할 수 있었다. 헌법위원회는 부통령을 위원장으로 하고 대법관 5인 민의원의원 3인과 참의원의원 2인의 위원으로 구성한다.

## 퇴임 후의 예우

### 장례와 안장
- 이시영 (1953년 4월 17일 사망, 같은 해 4월 24일 국민장)
  - 서울특별시 서울 강북구 수유동 73-3 (사설묘지)
- 김성수 (1955년 2월 18일 서거, 같은 해 2월 24일 국민장)
  - 경기도 남양주시 화도읍 금남리 산8-1 (사설묘지)
- 함태영 (1964년 10월 24일 서거, 같은 해 10월 30일 국민장)
  - 경기도 의정부시 자일동 산 3-2(사설묘지)
- 장면 (1966년 6월 4일 서거, 같은 해 6월 13일 국민장)
  - 경기도 포천시 소흘읍 이동교3리 산 14-1 윗용상골(사설묘지)

## 역대 부통령 목록
| 대                                                                              | 부통령 | 부통령               | 부통령 | 임기            | 임기            | 득표율                                  | 정당                             |
| 대                                                                              | 사진   | 이름                 | 이름   | 취임일          | 퇴임일          | 득표율                                  | 정당                             |
| ------------------------------------------------------------------------------- | ------ | -------------------- | ------ | --------------- | --------------- | --------------------------------------- | -------------------------------- |
| 1                                                                               |        | 이시영 (1868 ~ 1953) |        | 1948년 7월 24일 | 1951년 5월 14일 | 1948년 선거 — 67.5% (국회 간선, 133표)  | 대한독립촉성국민회 (1948 ~ 1951) |
| 장면 국무총리가 권한대행 (1951년 5월 14일 ~ 1951년 5월 16일)                    |        |                      |        |                 |                 |                                         |                                  |
| 2                                                                               |        | 김성수 (1891 ~ 1955) |        | 1951년 5월 16일 | 1952년 6월 28일 | 1951년 선거 — 51.3% (국회 간선, 78표)   | 민주국민당 (1951 ~ 1952)         |
| 장택상 국무총리가 권한대행 (1952년 6월 28일 ~ 1952년 8월 14일)                  |        |                      |        |                 |                 |                                         |                                  |
| 3                                                                               |        | 함태영 (1873 ~ 1964) |        | 1952년 8월 15일 | 1956년 8월 14일 | 1952년 선거 — 41.3% (직선, 2,943,813표) | 무소속 (1952 ~ 1956)             |
| 4                                                                               |        | 장면 (1899 ~ 1966)   |        | 1956년 8월 15일 | 1960년 4월 25일 | 1956년 선거 — 46.4% (직선, 4,012,654표) | 민주당 (1956 ~ 1960)             |
| 허정 수석국무위원 겸 외무부 장관이 권한대행 (1960년 4월 25일 ~ 1960년 6월 14일) |        |                      |        |                 |                 |                                         |                                  |

## 같이 보기
- 대한민국의 대통령
- 대한민국의 국무총리
- 대한민국 헌법위원회
- 대한민국 탄핵재판소
- 참의원